# 红枫系统域名服务器
红枫系统域名服务器是中华人民共和国的域名管理服务器。根据已公开的信息，该服务器“证明了在技术上突破13个根服务器数量限制的可行性”

## 历史
关于红枫系统的详细历史尚不清楚。根据已公开的信息，2019年6月28日，域名国家工程研究中心(ZDNS)在中国科学院软件园宣布，推出首款搭载国产龙芯CPU的域名服务器，并同步发布国产域名管理软件红枫系统2.0版。